# Mark Bomback
 (août 2017).
Si vous disposez d'ouvrages ou d'articles de référence ou si vous connaissez des sites web de qualité traitant du thème abordé ici, merci de compléter l'article en donnant les références utiles à sa vérifiabilité et en les liant à la section « Notes et références ».
Mark Bomback, né le 29 août 1971 à Nouvelle-Rochelle, près de New York, dans l'État de New York, aux (États-Unis), est un scénariste et producteur de cinéma américain.

## Filmographie

### Scénariste
- 1998 : The Night Caller
- 2004 : Godsend, expérience interdite (Godsend)
- 2007 : Die Hard 4 : Retour en enfer (Live Free or Die Hard)
- 2008 : Manipulation (Deception)
- 2009 : La Montagne ensorcelée (Race to Witch Mountain)
- 2010 : Unstoppable de Tony Scott
- 2012 : Total Recall : Mémoires programmées (Total Recall) de Len Wiseman
- 2013 : Jack le chasseur de géants (Jack the Giant Killer) de Bryan Singer
- 2014 : La Planète des singes : L'Affrontement (Dawn of the Planet of the Apes) de Matt Reeves
- 2015 : Cinquante nuances de Grey (Fifty Shades of Grey) de Sam Taylor-Wood
- 2017 : La Planète des singes : Suprématie (War for the Planet of the Apes) de Matt Reeves
- 2018 : Outlaw King : Le Roi hors-la-loi (Outlaw King) de David Mackenzie
- 2023 : White Bird: A Wonder Story de Marc Forster

### Producteur
- 2004 : Godsend, expérience interdite (Godsend)
- 2007 : The 1 Second Film
- 2017 : La Planète des singes : La Suprématie (War for the Planet of the Apes) de Matt Reeves
- 2021 : Billie Holiday, une affaire d'État (The United States vs. Billie Holiday) de Lee Daniels
- 2022 : White Bird: A Wonder Story de Marc Forster
- 2024 : La Demoiselle et le Dragon (Damsel) de Juan Carlos Fresnadillo